# 4 avril 1970
Le samedi 4 avril 1970 est le 94e jour de l'année 1970.

## Naissances
- Çağan Irmak, réalisateur, producteur et scénariste turc
- Alexander Gontchenkov, coureur cycliste soviétique puis ukrainien
- Barry Pepper, acteur canadien
- Gregory Thomas Garcia, scénariste, producteur de télévision et réalisateur américain
- Håvard Flo, footballeur norvégien
- Hwang Byungseung, poète sud-coréen
- Inigo Cabo, peintre espagnol
- Jason Stoltenberg, joueur de tennis australien
- Jean-Pierre Mourey, auteur de bande dessinée français
- Kitty Crowther, illustratrice et auteure belge de littérature de jeunesse
- László Markovits, joueur de tennis hongrois
- Mark Kirchner, biathlète allemand
- Mike Needham, hockeyeur sur glace canadien
- Rebekka Bakken, chanteuse norvégienne
- Yelena Yelesina, athlète russe, pratiquant le saut en hauteur

## Décès
- Byron Foulger (né le 27 août 1899), acteur américain
- Günther Hoffmann-Schönborn (né le 1er mai 1905), général allemand
- Jules Blache (né le 28 janvier 1893), géographe français
- Léon Droussent (né le 24 janvier 1883), personnalité politique française
- Reuben Grinberg (né le 12 septembre 1888), résistant juif français

## Événements
- Création du parti néerlandais Socialistes démocrates '70